# エー・ディー・ワークス
株式会社エー・ディー・ワークスは東京都に本拠地を置く不動産会社 。

## 沿革
※以下は会社ウェブサイトによる。
1886年（明治19年）、青木直治が現在の東京都墨田区において染色業を開始した。1936年（昭和11年）、法人組織化し、「株式会社青木染工場」が設立される。
海外進出等もしていたが、第二次世界大戦後は停滞が続き、1975年（昭和50年）、染色業を廃止し、不動産事業に専念する。
1995年（平成7年）、創業家の青木昇に代わり、現代表の田中秀夫が会社を引継ぎ、社名を「株式会社エー・ディー・ワークス」に変更した。当初は、不動産仲介・分譲・賃貸管理のほか、不動産鑑定、建売分譲等の事業を手掛けたが、現在は個人投資家・富裕層向けの不動産を軸としたサービスに集中している。
2007年（平成19年）、ジャスダック証券取引所に上場し、2015年（平成27年）、東京証券取引所市場第一部に市場変更。
2020年（令和2年）4月1日付で持株会社制へ移行。「株式会社ADワークスグループ」がエー・ディー・ワークスに代わって東京証券取引所市場第一部へ上場した他、エー・ディー・ワークスはADワークスグループの完全子会社となる。

## 事業内容
- 収益不動産販売事業
- ストック型フィービジネス
- オーナーズクラブ
- 米国収益不動産